# Antoninska itinerariet
Antoninska itinerariet eller lat. Antonini Itinerarium (Vägbeskrivning enligt Antoninus Augustus Caracalla) är ett dokument från Romarriket som man tror skrevs under 200-talet och i vilket vägsystemet i det romerska imperiet finns beskrivet. Av denna vägbeskrivning finns bara kvar en kopia som kommer från tiden för Diocletianus (300-talet).

De viktigaste stenbelagda romerska vägarna i Hispania, enligt Antoninska itinerariet.

På varje väg kan man se större gårdar, anslutningar och avstånd. Genom sin utformning och anvisningar, förefaller beskrivningen vara mer lämpad för att underlätta lokaliseringen av befolkningscentra med målet att samla in skatteintäkter än som hjälp för den resande. Trots detta har avståndsangivelserna i Antoniska itinerariet gett möjlighet att bestämma platsen för ett stort antal försvunna bosättningar längs hela det gamla romerska vägnätet, likaväl som några stenbelagda romerska vägar som inte funnits dokumenterade i andra källor.
I dokumentet beskrivs 372 vägar, av vilka 34 hör till Hispaniaprovinsen, och nämner, bland andra städer Deobrígula "Gudarnas stad", nuvarande Tardajos. 
Antoninska itinerariet innehåller endast de vägar som finns i pretorns register, eller som man skulle säga i dag, det statliga vägnätet, och de lokalvägar saknas som finns refererade i verk av Plinius den äldre, Strabon och andra författare. Därför är vägbeskrivningen inte en komplett förteckning över romarrikets stenbelagda vägar, även om de viktigaste finns med, och de i provinsen Hispania kan identifieras med numren I till XXXIV (dvs nr 1–34). 